# Rice (Texas)

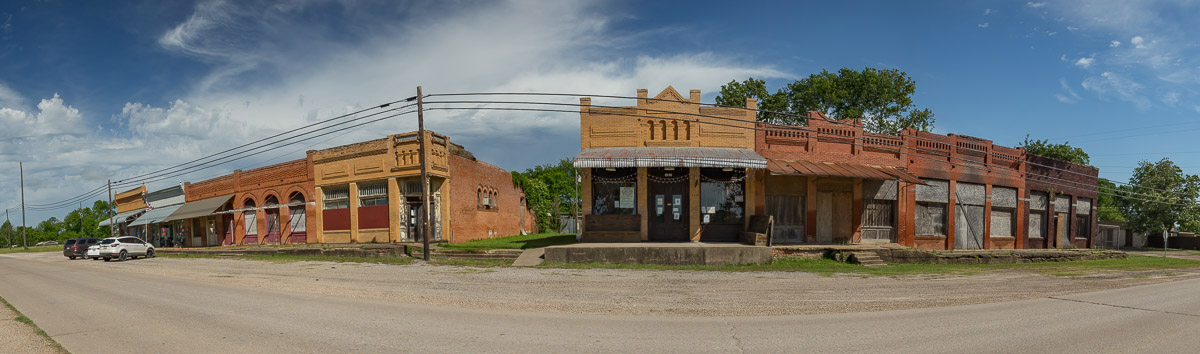
Vieux bâtiments sur la rue Calhoun

Pour les articles homonymes, voir Rice.
La ville de Rice est située dans le comté de Navarro, dans l’État du Texas, aux États-Unis. Sa population s’élevait à 923 habitants lors du recensement de 2010, estimée à 947 habitants en 2016.

## Source
- (en) Cet article est partiellement ou en totalité issu de l’article de Wikipédia en anglais intitulé « Rice, Texas » (voir la liste des auteurs).